# Western Pacific Railroad
De Western Pacific Railroad (reporting mark WP) was een Class I railroad in de Verenigde Staten. Het was de tweede spoorwegmaatschappij met deze naam, de originele Western Pacific Railroad (1862-1870) werd in 1865 opgericht en werd in 1870 ingelijfd door de Central Pacific Railroad.

## Geschiedenis
De Western Pacific Railroad werd opgericht in 1903 met als doel om een transcontinentale spoorweg aan te leggen. De Western Pacific begon in 1900 als de Alameda and San Joaquin Railroad. De Denver and Rio Grande Western Railroad financierde de oprichting van de Western Pacific met als doel om een standaardspoorlijn aan te leggen naar de Grote Oceaan. De WP was in 1909 de laatste spoorlijn die Californië bereikte.
In 1931 opende de WP een tweede hoofdlijn richting de Great Northern Railway in Noord Californië. De lijn liep ten noorden van de Feather River Canyon en werd de "Highline" genoemd verbond Oakland met Salt Lake City.

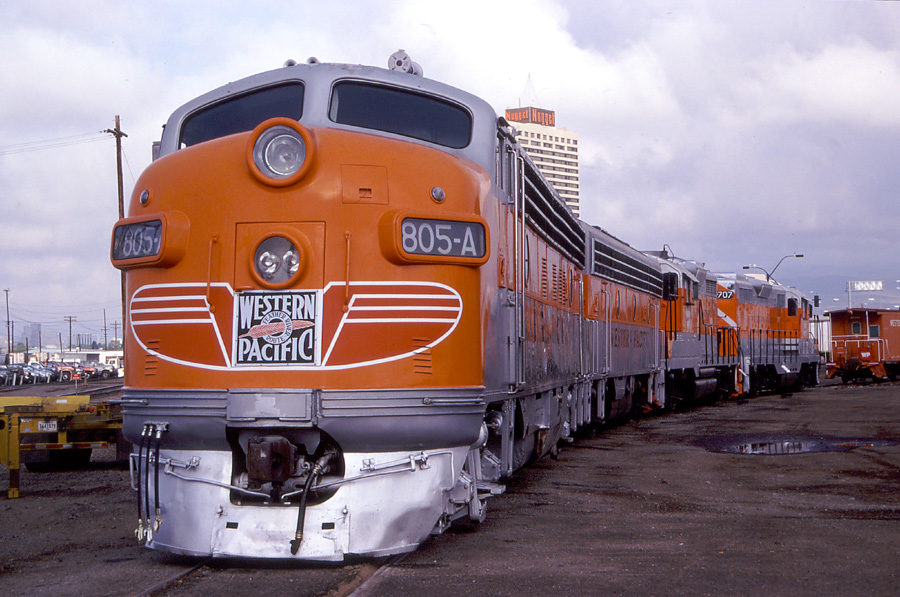
Western Pacific 805-A, FP7

## Passagierstreinen
De bekendste passagierstrein is wel de California Zephyr die samen met de Denver and Rio Grande Western Railroad en de Chicago, Burlington and Quincy Railroad werd gereden.

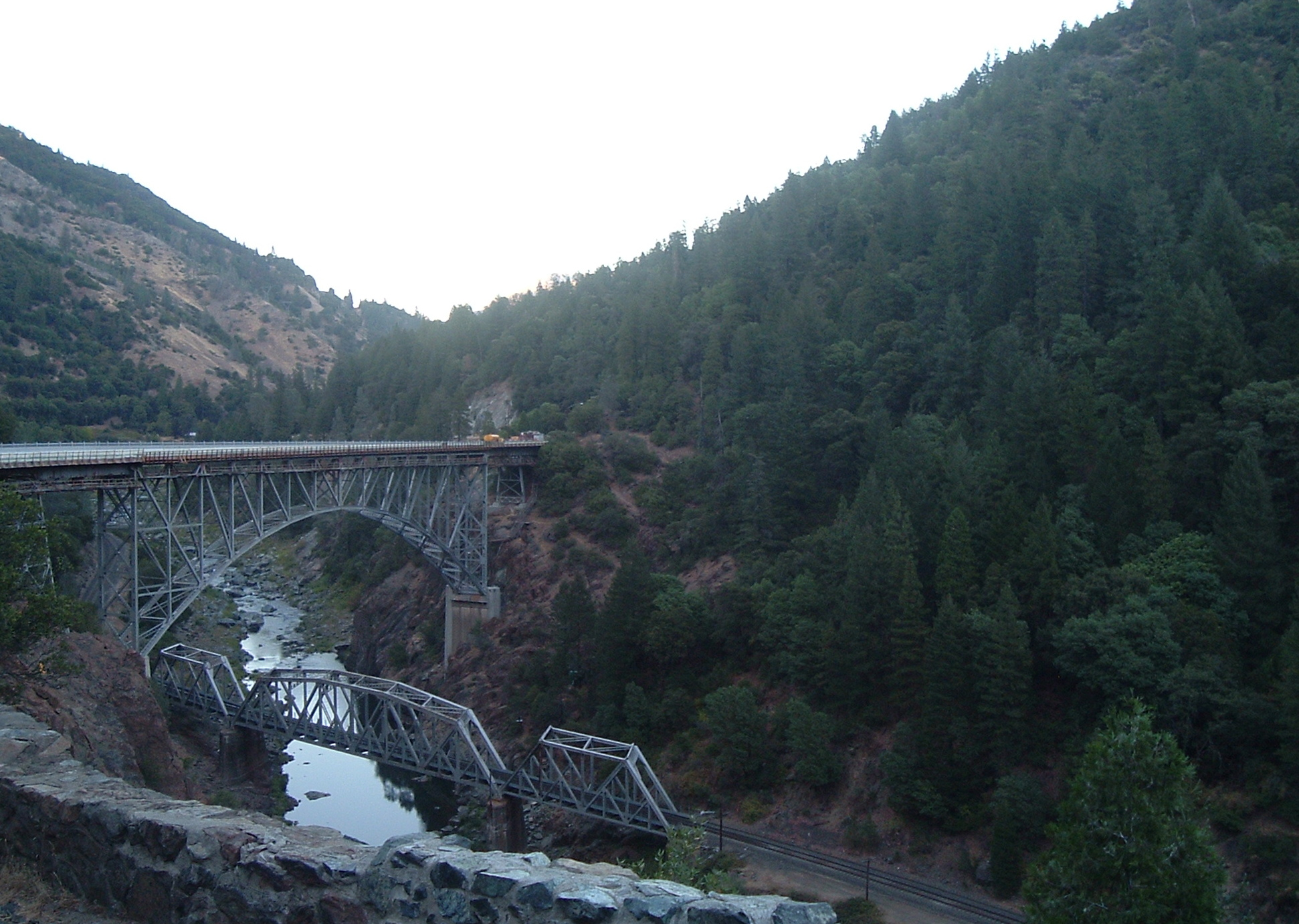
California State Route 70 kruist de Western Pacific Railroad

## Eigendom
De Western Pacific bezat diverse lokale spoorlijntjes. De langste en bekendste is wel de Sacramento Northern Railway die eens van San Francisco naar Chico, California liep. Anderen waren de Tidewater Southern Railway, de Central California Traction, de Indian Valley Railroad en de Deep Creek Railroad.

## Overname
De Western Pacific werd in 1983 door de Union Pacific Corporation gekocht. Langzamerhand verdween daarmee het bekende kleurenschema van de treinen.